# El Tovar Hotel
Het El Tovar Hotel is een historisch hotel dat zich op de South Rim van de Grand Canyon in de Amerikaanse staat Arizona bevindt. Het gebouw werd ontworpen door Charles Frederick Whittlesey, hoofdarchitect van de Atchison, Topeka and Santa Fe Railway, en opende in 1905. Het El Tovar Hotel maakte deel uit van een keten van hotels en restaurants, Harvey House, die uitgebaat werden door de Fred Harvey Company en de spoorwegmaatschappij. Het hotel fungeerde als noordelijke terminus van de Grand Canyon Railway, een voormalige tak van de Santa Fe-spoorwegen. El Tovar is een van de weinige Harvey House-hotels die nog steeds als hotel dienen. Het gebouw is een vroeg voorbeeld van de rustieke architectuur van de Amerikaanse nationale parken.

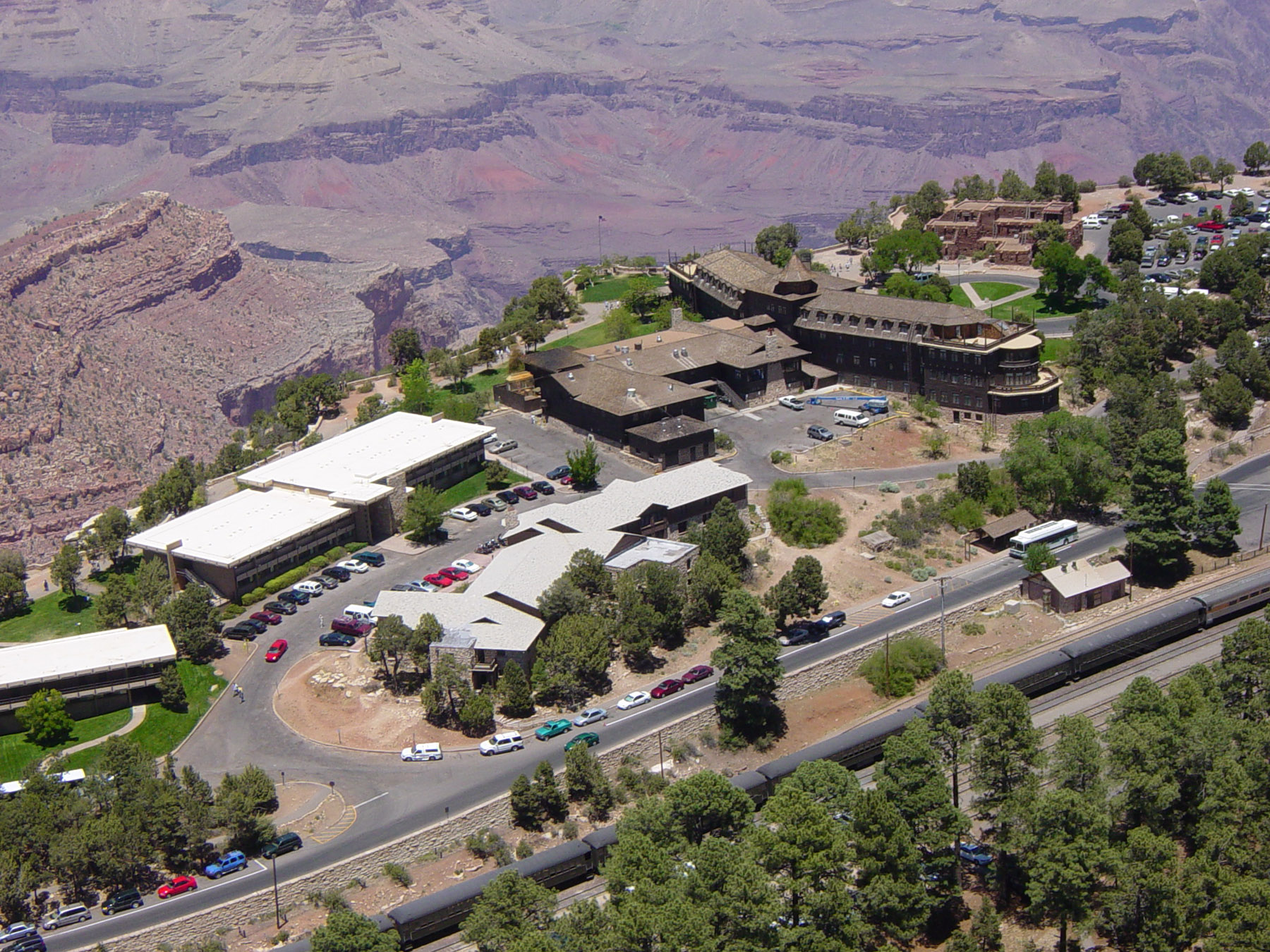
Zicht op het El Tovar Hotel (het bruine gebouw) met daarachter het Hopi House. De gebouwen links in beeld zijn de Kachina en Thunderbird Lodges.

Het Hopi House, ontworpen door Mary Colter, bevindt zich tegenover de ingang van het hotel en opende in hetzelfde jaar. Beide bouwwerken maken deel uit van het Grand Canyon Village Historic District, waartoe ook de Lookout Studio en Bright Angel Lodge behoren.